# Wydział Administracji w Siedlcach Uniwersytetu w Białymstoku
Wydział Administracji w Siedlcach Uniwersytetu w Białymstoku – dawny wydział zamiejscowy Uniwersytetu w Białymstoku. 

## Historia
Wydział powstał w 2009 i funkcjonował do 2012 roku, kiedy to został zlikwidowany z powodów finansowych.

## Władze Wydziału
| Stanowisko | Imię i nazwisko         |
| ---------- | ----------------------- |
| Dziekan    | dr hab. Stanisław Bożyk |
| Prodziekan | dr Artur Olechno        |